# Guzema Fine Jewelry
Guzema Fine Jewelry — український бренд ювелірних прикрас ручної роботи, заснований 2016 року колишньою редакторкою та медіаведучою журналу ELLE Валерією Гуземою.
Основне виробництво та бутики бренду розташовані в Україні. Прикраси виготовляються вручну ювелірами з білого та жовтого золота, діамантів та напівдорогоцінного каміння.

## Історія бренду
Бренд заснований у березні 2016 року. Перші $500 для створення прикрас Гузема накопичила, а також отримала від мами золоті коронки дідуся, які стали стартовим капіталом виробництва. Цього ж року у світ вийшла перша колекція Guzema Fine Jewelry Classic з золотими кульками та «клюшками». У створенні перших прикрас Гуземі допоміг майстер. Сама засновниця виконувала роль дизайнера, SMM-ника, спеціаліста з продажів і доставки.
Хоча стартова колекція успішно продавалася, на півроку виробництво довелося призупинити. Валерію Гузему пограбували, дідусеві коронки закінчилися, тож потрібно було знову збирати гроші на продовження бізнесу.
Одразу у бренду з'явилося виробництво у Києві. У 2017 році відкрився перший бутик у Києві. Цього ж року команда бренду здобула премію у номінації «Кращий стартап» від Elle Style Awards.
Навесні 2018 бренд представив капсульну колекцію прикрас спільно з салоном весільних та вечірніх суконь Concept Bride. Для виготовлення виробів цієї колекції вперше для бренду було використано діаманти.
У травні 2018 році Валерія Гузема зареєструвала авторські права на колекції ювелірних виробів Guzema Fine Jewelry: англ. «Hidden Beauty Collection», «Milk Kids Collection», «Classic», «Space», «Valentine's Day», «The best Way to say I love you», «Chain», а також на твір ужиткового мистецтва англ. «Charity Chain». Влітку 2018 року прикраси бренду було представлено на Los Angeles Fashion Week.
У 2018 та 2021 році компанія співпрацює з магазином GoodWine над розробкою лімітованих капсульних колекцій прикрас: Healthy and Beautiful, Good Spoon та іншими.
У травні 2019 року до виходу третього сольного альбому співака Діми Монатіка у співпраці з ним вийшла колекція прикрас «Love It Ритм».
Цього ж року вийшла колаборація з Катериною Кухар — примою-балериною Національного академічного театру опери та балету України. Команда створила лімітовану колекцію Prima, натхненну елементами класичного балету.
Перша дитяча колекція прикрас Petit з напівдорогоцінним камінням, створена 2020 року, тоді ж з дизайнеркою Катериною Сільченко було розроблено колекцію прикрас для ніг під назвою Foot Fetish.
У липні 2020 року в бутику компанії сталася пожежа. За тиждень команда організувала pop-up маркет «Guzema On Fire!» для збору коштів на реставрацію приміщення. Бутик поновив свою роботу через три місяці, у жовтні 2020-го.
До Дня Незалежності України 2021 року Guzema Jewelry і Gunia Project випустили спільну колекцію «Незалежна», створену жінками й присвячену теж жінкам. Презентація колекції відбулася в серпні 2021 в особняку Якова Полякова.
Із початком повномасштабного вторгнення бренд призупинив діяльність, протягом перших трьох місяців всі прибутки компанії передавалися на благодійність. В травні 2022 було відновлено роботу бутика та виробництва.
У 2022 році бренд випустив колекції Freedom та Spadok, присвячені свободі та українській спадщині. Весь прибуток з продажу капсули Freedom перераховується до Guzema Foundation. Благодійні прикраси з колекції одягли такі відомі особистості: Олена Зеленська, Джамала, Аліна Байкова, Роберта Мецола, Мілла Йовович, британська акторка Ганна Ваддінгем.
У січні 2023 року бренд запустив просвітницький відеопроєкт «МОЇ», у якому культурні, літературні та громадські діячі рефлексували на тему важливості української мови. Символом проєкту став підвісок, у якому викарбувано літеру «Ї», що є лише в українській абетці та вже символічно вважається знаком української свободи. Серед героїв, які долучилися до проєкту: Оксана Забужко, Сергій Жадан, Богдана Неборак, Іван Малкович, Катерина Бабкіна, Саша Маслов, Юрій Андрухович, Джамала, ONUKA, Анатолій Сачівко, Олег Скрипка, Наріман Алієв, Наталка Ворожбит, Любов Якимчук, Віра Агеєва, Софія Андрухович, Марія Квітка, Вадим Кириленко та Микита Рибаков, Гамлет Зіньківський, Богдан Логвиненко, Ірена Карпа, Ольга Руднєва та Олександра Матвійчук.
В січні 2023 року відкрився другий бутик бренду в Києві на вулиці Ольгинській.
Наприкінці 2023-го бренд випустив першу колекцію чоловічих прикрас у колаборації з проєктом авіатора Тімура Фаткулліна Aerotim.
Частину прибутку з продажу колекції «Підйомна сила» направляється Guzema Foundation та передається на побудову укриттів для військових літаків для Повітряних сил ЗСУ.
У квітні 2024 року бренд відкрив новий флагманський простір у Львові на проспекті Шевченка. Бутик став третьою локацією Guzema і першою — за межами Києва.

## Благодійність
У травні 2017 разом із телеведучою Машою Єфросиніною був започаткований проєкт Charity Chain і випущена однойменна колекція — для збору коштів у фонд «Твоя опора» в рамках благодійної програми фонду «Доторкнись до серця» для лікування дітей в Національному інституті серцево-судинної хірургії імені Миколи Амосова, а також на забезпечення юних пацієнтів Інституту педіатрії, акушерства і гінекології НАМН України медикаментами та виробами медичного призначення. Коштом фонду станом на листопад 2021 вже зроблено операції 140 дітям.[первинне джерело] Станом на 2024 рік проєкт продовжує своє існування і заохочує клієнтів бренду до збору допомоги.
У 2019 спільно з проєктом «Я зможу!» Фонду Олени Пінчук була створена колекція кольє Inspirement Chain. Співпраця спрямована на посилення жіночої ролі у суспільстві. Зібрані кошти спрямовані на проєкти, створені жінками. До фоточастини проєкту, як менторки долучились: Світлана Бевза, Олена Борисова, Лєра Бородіна, Ярослава Гресь, Олена Гудкова, Валерія Гузема, Соня Забуга, Алла Клименко, Олена Кондратюк, Зоя Литвин, Олена Пінчук, Уляна Пчолкіна, Яніна Соколова, Слава Фролова, Аліна Шатернікова, Alyona Alyona.
У 2021 році Валерія Гузема започаткувала БФ Guzema Foundation для допомоги дітям, які проходять лікування в Чернігівській обласній дитячій лікарні, та для покращення матеріально-технічної бази цього медичного закладу. Від 24 лютого 2022 року фонд розпочав допомогу ЗСУ та постраждалим від окупації.
З початку великої війни Guzema Fine Jewelry випускає патріотичні колекції, бере участь у благодійних аукціонах та розіграшах, створює проєкти з фондами та регулярно передає частину прибутків з продажу прикрас на допомогу українській армії через благодійний фонд Guzema Foundation.
У жовтні 2022 року фонд разом з CEO Центру Superhumans Ольгою Руднєвою запустив благодійний розіграш задля забезпечення жінок-військових теплою жіночою формою. У рамках ініціативи в єдиному екземплярі було створено золотий кулон — точну зменшену копію спеціалізованих жіночих броньованих плит та виручено 323 175 грн. Кошти було направлено на пошиття форми, яке забезпечила команда проєкту «Землячки. Ukrainian Front» разом з Guzema Foundation.
У листопаді 2022 року бренд за одну добу створив прикрасу у вигляді кавуна на пам'ять про визволення Херсона та знак подяки українським військовим. Підвіску в єдиному екземплярі було розіграно за благодійний внесок і виручено 273 576 грн.
У травні та грудні 2023 року Guzema Fine Jewelry долучилися до проєкту Lancôme Ukraine, направлений на збір коштів на операції дітям із вродженими вадами серця разом з одним з найбільших благодійних фондів в Україні «Твоя Опора».
У червні 2023 року разом з волонтеркою та засновницею проєкту «Птахи» Татою Кеплер було створено лімітовану колекцію прикрас, спрямований на збір коштів на закупівлю наплічників та CLS сумок для бойових медиків. З продажу прикрас було виручено 1 093 677 грн.
У серпні 2023 року Валерія Гузема здобула премію Vogue Talent Prize у номінації Resilience and Social Impact як одна з найактивніший волонтерок модної індустрії в Україні.
У грудні 2023 року у колаборації з Українською школою політичних студій було створено благодійну прикрасу KVITKA. Брошка розроблена за мотивами творчості українського художника Георгія Нарбута.  Прибуток з продажу направлено на навчальну програму жінок військових та ветеранок УШПС, які прагнуть брати активну участь у суспільно-політичних процесах, хочуть реалізуватися у сфері державного управління та державної служби або бачать себе на керівних посадах в інших сферах.
У лютому 2024 року Guzema Fine Jewelry об'єдналися з видавництвом А-БА-БА-ГА-ЛА-МА-ГА, випустивши збірку української лірики «Так ніхто не кохав» лімітованим тиражем у 1000 екземплярів. Книга увійшла в серію «Українська Поетична Антологія», упорядником якої став Іван Малкович. Виручені кошти були передані до Guzema Foundation.

### Матеріали та джерела постачання
Guzema Fine Jewelry використовує біле та жовте золото, видобуте з відповідальних джерел, вироби бренду виготовлені з дотриманням етичних норм. Діаманти походять з зон, вільних від конфліктів, а постачальники каміння не працюють з видобутком «blood diamonds». У 2022 році Guzema Fine Jewelry стали підписантами відкритий лист The Global Gold Transparency Initiative до всіх організацій ювелірної індустрії світу, закликаючи не працювати з постачальниками, які допомагають Росії, купуючи її золото, діаманти або використовуючи їх в торгівлі.

### Життєвий цикл продукту
Пакування виробів Guzema Fine Jewelry створено на екологічних засадах. Пакети та коробки для прикрас виготовляються з FSC-сертифікованого паперу Colorplan, який повністю придатний для вторинної переробки та біорозпаду. Матеріали для пакування постачаються з добре керованих лісів, не містять важких металів, а в процесі відбілювання паперу не використовується шкідливий хлор.

## Відзнаки
- переможець в номінації «Fashion start-up» від Elle Style Awards (2017)[4][57]
- номінант премії «Кращий бренд аксесуарів» на Best Fashion Awards (2018)[4][58]
- переможець в номінації «Fashion колаборація» від Elle Style Awards (2019)[4][59]

- Валерія Гузема — номінантка «30 under 30» від Kyiv Post (2020)[60]
- Валерія Гузема — учасниця списку Forbes «30 до 30» (2021)[61]
- лауреат премії Vogue Talent Prize у номінації Resilience and Social Impact (2023)[62]
- учасники списку Forbes Next 250 (2023)[63]
- The Jewelry Trend Book 2024+ Forecast[64]
- The Jewelry Trend Book 2025+ Forecast[65]